# West Blatchington
West Blatchington – wieś w Anglii, w hrabstwie ceremonialnym East Sussex, w dystrykcie (unitary authority) Brighton and Hove. Leży 75 km na południe od Londynu.